# Władimir Kuzniecow (scenarzysta)
Władimir Iowicz Kuzniecow (ros. Владимир Иович Кузнецов; ur. 14 maja 1924, zm. 23 sierpnia 2005 w Moskwie) – radziecki i rosyjski scenarzysta. Jeden z czołowych twórców gatunku sensacyjnego. 

## Wybrana filmografia
- 1966: Człowiek bez paszportu (Человек без паспорта)
- 1978: Wersja pułkownika Zorina (Версия полковника Зорина)
- 1979: Detektyw (Сыщик)
- 1983: Wrota do nieba (Ворота в небо)